# Inversion (entreprise)
 (mai 2019).

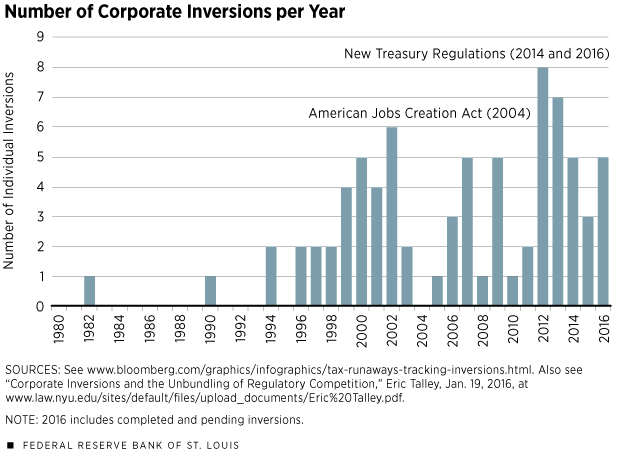
Courbe montrant le nombre annuel d'inversions d'entreprises américaines entre 1980 et 2016.

Une inversion est le déplacement du siège social fiscal d'une entreprise grâce à l'acquisition d'une autre entreprise (située dans un pays dont la législation fiscale est plus favorable). Par exemple, Mylan a recours à une telle pratique en 2014 lors du rachat d'une partie des activités d'Abbott, déplaçant son siège fiscal aux Pays-Bas. Une telle pratique d'évasion fiscale des entreprises s'est fortement développée au début des années 2010, au point que les autorités américaines s'en alarment. 
Ainsi Medtronic, Mylan, Actavis, Chiquita Brands International, Applied Materials, AbbVie et Burger King, pour ne citer que ceux-là, ont eu recours ou ont voulu recourir à l'inversion. En 2014, l'administration fiscale des États-Unis a changé sa règlementation fiscale, réduisant l'intérêt de l'inversion. À la suite de cela, des acquisitions ont été annulées, dont celles qui impliquaient par exemple Chiquita Brands International ou encore Pfizer.

## Histoire
En septembre 2014, le trésor américain annonce une première série de mesures visant à réduire une vague d'inversion fiscale.
En novembre 2015, le trésor américain annonce de nouvelles mesures visant à limiter l'inversion fiscale, notamment en limitant la possibilité de transférer la domiciliation fiscale d'une entreprise dans un pays où cette dernière ne possède pas ou peu d'actifs. Cette nouvelle série de mesures s'inscrit dans le contexte de rachat par Pfizer d'Allergan et son projet de  déplacement de son siège fiscal en Irlande.